# Тери Бътлър
Тери Бътлър е американски музикант, бас китарист на дет метъл бандата Obituary. Бил е част и от групите Six Feet Under и Death.

## Дискография

### Six Feet Under
- Haunted – (1995)
- Warpath – (1997)
- Maximum Violence – (1999)
- True Carnage – (2001)
- Bringer of Blood – (2003)
- 13 – (2005)
- Commandment – (2007)
- Death Rituals – (2008)

### Massacre
- From Beyond – (1991)

### Death
- Spiritual Healing – (1990)

### Obituary
- Inked in Blood – (2014)